# Proud (singel Tamary Todewskiej)
Proud – singel macedońskiej piosenkarki Tamary Todewskiej, wydany 8 marca 2019. Piosenkę napisali Darko Dimitrow, Robert Biłbiłow, Łazar Cwetkowski, Kosta Petrow i Sanja Popowska.
Tekst piosenki porusza temat walki feministek o równouprawnienie. Jak tłumaczą autorzy, utwór opowiada o „akceptowaniu i kochaniu siebie”, a także „byciu dumnym z samego siebie”. Tekst porusza także temat „różnorodności wśród kobiet, również kobiet trans oraz gejów” oraz „promuje równość praw kobiet i mężczyzn LGBTQ, a także tożsamość płciową, zdrowie psychiczne i pozytywne podejście do postrzegania własnego ciała”.
8 marca 2019 premierę miał oficjalny teledysk do piosenki, który ukazał się na kanale „Eurovision Song Contest” w serwisie YouTube.
Kompozycja reprezentowała Macedonię Północną w 64. Konkursie Piosenki Eurowizji w Tel Awiwie. 18 maja zajęła siódme miejsce w finale konkursu, zdobywając łącznie 305 punktów, w tym 247 pkt od jury (1. miejsce) i 58 pkt od widzów (12. miejsce).

## Notowania na listach przebojów
| Kraj               | Lista (2019) | Najwyższa pozycja |
| ------------------ | ------------ | ----------------- |
| Macedonia Północna | Radiomonitor | 7                 |